# Медитація

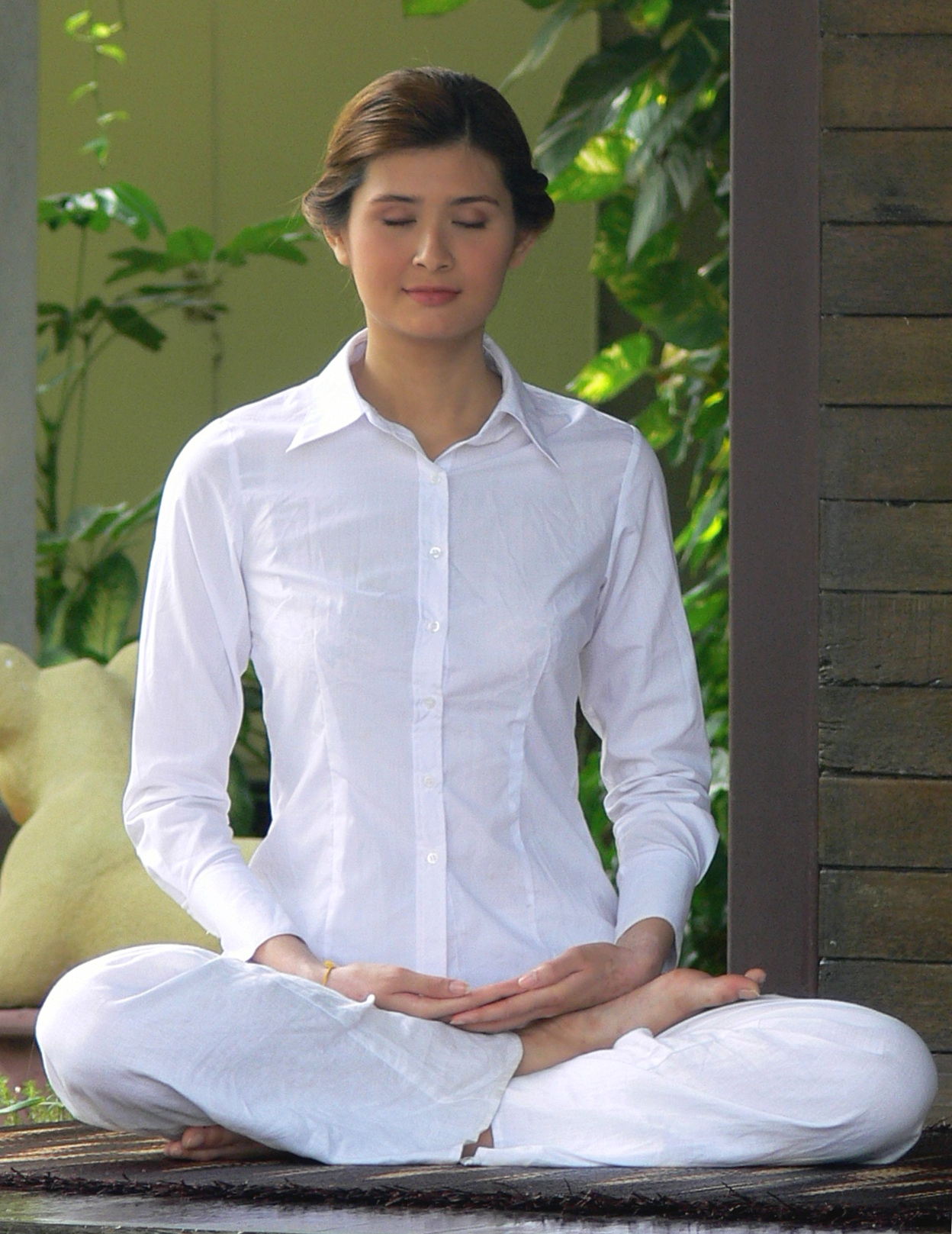
Молода жінка медитує в позі напівлотоса

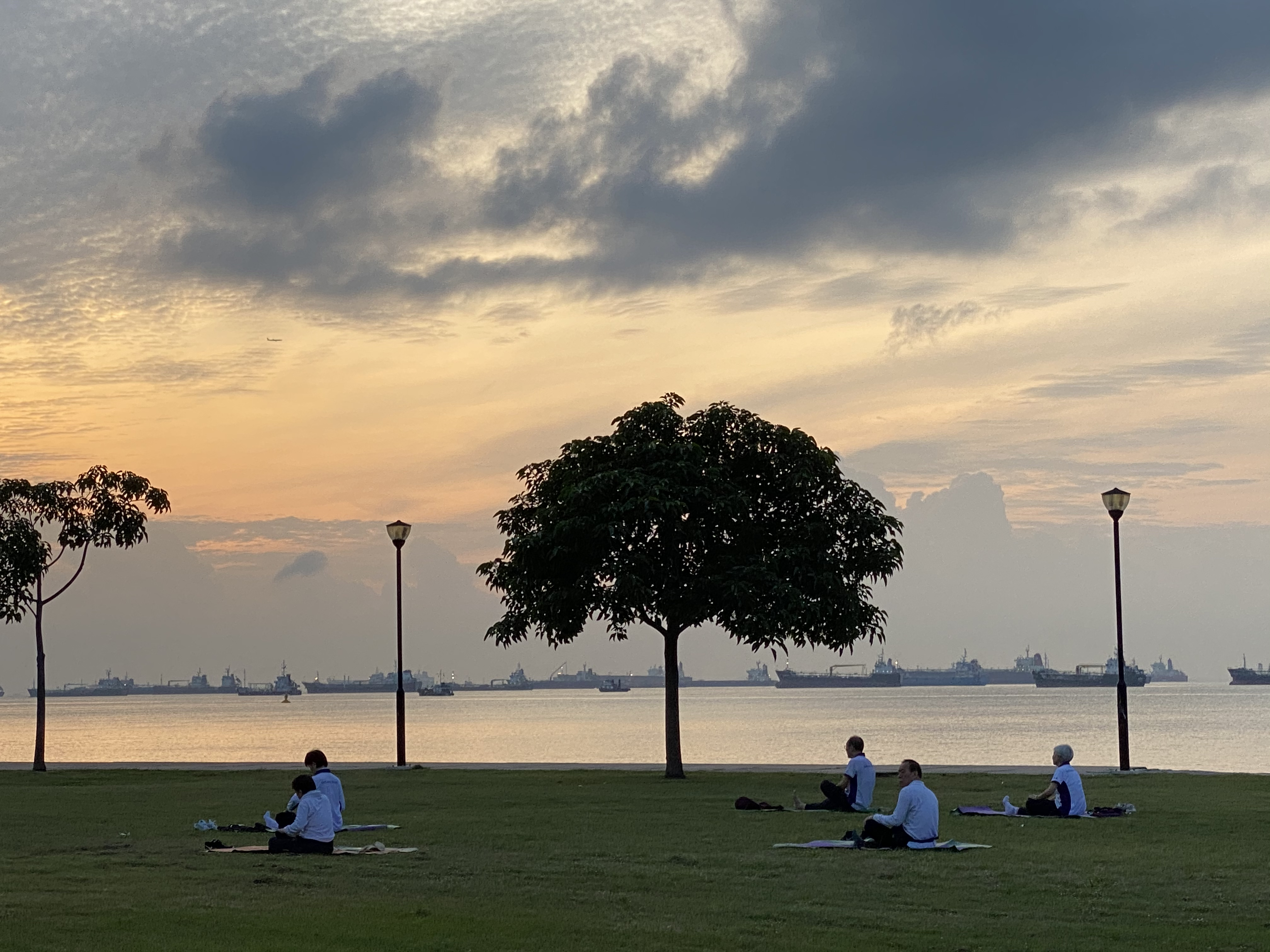
Групова медитація, Сінгапур

Медита́ція — це група ментальних вправ, яка застосовується як у духовно-релігійній, так і в оздоровчій сферах, задля досягнення особливого стану свідомості. Медитація охоплює ряд технік, спрямованих на розвиток уважності, самосвідомості та ясності розуму. Важливим елементом медитативних технік є свідоме управління увагою. Залежно від контексту, практика медитації має на меті досягти довготривалих позитивних змін в усвідомленості, мисленні, почуттях і переживаннях або привести до специфічних, іноді релігійно визначених осяянь і станів.
Медитація практикується в багатьох релігійних традиціях. Найдавніші згадки про медитацію (дг'яну) містяться в Упанішадах, де зазначена практика відіграє важливу роль індуїзмі, джайнізмі та буддизмі. Починаючи з 20 століття, азійські медитативні техніки поширилися в інших культурах, де вони все частіше практикуються і досліджуються у світському ключі. В сучасному суспільстві, медитація набула популярності як засіб покращення психічного благополуччя, боротьби зі стресом і зміцнення загального здоров’я. 

## Етимологія
Медитація походить від латинського meditātio «думати, обмірковувати, розглядати, знаходити середину» від давньогрецького μέδομαι medomai «турбуватися, розмірковувати». В українську мову запозичено через посередництво польської.

## Види та техніки

#### Класифікація в науці
Існує багато класифікацій медитації. Часто виділяють такі основні форми:
- Медитація усвідомленості (спостережливості та відкритості) – медитація, в якій навичка спостереження трансформується до рівня рефлексивного усвідомлення. Медитація усвідомленості, яка бере свій початок у буддистських традиціях, зосереджена на вихованні неосудного усвідомлення поточного моменту. Практикуючі спостерігають за своїми думками, емоціями та тілесними відчуттями без прихильності. Наукові дослідження продемонстрували ефективність медитації усвідомленості у зниженні стресу, покращенні емоційної регуляції та покращенні когнітивних функцій завдяки зміні структури мозку та зв’язків.[5][6] Спостереження може відбуватись у широкому спектрі, без концентрації на єдиному об'єкті. В такій медитації, практикуючі намагаються розширити сферу уваги аби залучити потік сприйняття, думок, емоційного наповнення, та/або суб'єктивне усвідомлення. Прикладами такої медитації є Віпасана та Шикантадза у школі Сото Дзен.
- Медитація концентрації уваги – культивує зосередження та однонаправленість на обраному об'єкті медитації. Об'єкт може бути пов'язаний з сенсорним сприйняттям (тілесне відчуття, процес дихання, зображення, звук, запах) чи ментальною конструкцією (візуалізація, ідея). Прикладами є йогічна практика тратаки - зосередження на полум'ї свічки. А також: уважність до дихання (Анапанасаті), зосереджнення на звучанні мантри, коані. Дослідження показують, що така медитація може покращити контроль уваги, зменшити блукання розуму та сприяти когнітивним покращенням через посилену активацію мереж уваги та збільшення щільності сірої речовини мозку.[7][8]
- Медитація любові і доброти (Метта[en]) – розвиває почуття співчуття та емпатії до себе та інших. Ця практика передбачає повторення фраз, які викликають добрі побажання та добру волю. Дослідження показують, що медитація любові та доброти посилює позитивні емоції, соціальні зв’язки та просоціальну поведінку, ймовірно, шляхом стимуляції областей мозку, пов’язаних із емпатією та позитивним впливом.[9][10][11][12]
- Трансцендентальна медитація – передбачає повторення мовчки певної мантри з метою вийти за межі звичайних процесів мислення. Прихильники припускають, що трансцендентальна медитація призводить до релаксації, розширення свідомості та само-перевершення[en]. Деякі дослідження показали позитивний вплив на зниження стресу, артеріальний тиск і загальне психологічне благополуччя, хоча для повного розуміння його механізмів необхідні подальші ретельні дослідження.[13] В ще одному дослідженні, трансцендентальна медитація значно знизила ризик смертності, інфаркту міокарда та інсульту у пацієнтів з ішемічною хворобою серця. Ці зміни були пов’язані зі зниженням артеріального тиску та психосоціальними факторами стресу.[14]
- Дзен-медитація, що походить від дзен-буддизму, наголошує на прямому досвіді та неконцептуальному усвідомленні. Практики включають дзадзен (сидячу медитацію) і споглядання коану. Дзен-медитація була пов’язана зі збільшенням щільності сірої речовини в областях мозку, залучених до уваги, емоційної регуляції та самосвідомості, пропонуючи розуміння її впливу на когнітивні процеси.[15][16]
- Медитація Віпасана. Віпасана, що мовою палі означає «прозріння», зосереджується на спостереженні за тілесними відчуттями, думками та емоціями, щоб отримати розуміння непостійної природи існування. Дослідження показують, що медитація Віпасани може покращити емоційну регуляцію, збільшити щільність сірої речовини в областях мозку, пов’язаних із самосвідомістю, і покращити загальне самопочуття.[16][17]
- Йога – інтегративна практика, яка поєднує фізичні пози, свідомі дихальні вправи та медитацію, набула популярності у всьому світі. Дослідження показують, що йога, особливо з фокусом на медитативні практики, може полегшити стрес, підвищити гнучкість тіла і пластичність мозку, і сприяти покращенню здоров'я мозку та загального психічного та фізичного благополуччя, залучаючи до практики як тіло, так і розум.[18][19][20]

#### Інші класифікації
За дуалізмом суб'єкт-об'єкт:
- Медитації недуальності протиставляються дуалістичним технікам. Класифікація пов'язана з концепцією "недуальності", що позначає розуміння реальності як "не-двоїстої". Недуальні практики зосереджуються на стиранні розділення між суб'єктом та об'єктом, спостерігачем та тим, що спостерігається. Такі медитації присутні у ведичній і індуїстській традиціях, та буддистській традиціях Махаяни та Тантри.

За положенням тіла та активністю:
- Статичні (нерухомі) медитації (сидячи, лежачи) та медитації в дії. Прикладом медитації в дії є кінхін - японська техніка медитації при ходьбі. Також, прикладом може бути заняття каліграфією чи медитація під час зафарбовування розмальовки.[21]

За способом маніпуляції увагою:
- Медитації концентрації протиставляються деконцентрації.[22]

Інші види:
- Медитації люблячої доброти та співчуття — культивують співчуття. Зазвичай, використовуючи різноманітні візуалізації та рецитації практикуючі змінюють шаблони мислення спрямовуючи його на побажання блага іншим істотам.

Медитації можна розділити на декілька типів за способами виконання:
1. Перший тип. Увага концентрується на сигналах, що йдуть від об'єкта. Наприклад медитація тратака — концентрація погляду на блискучому предметі, споглядання дерев'яної кульки (практикують у Китаї). Ефект: з одного боку зосередження на предметі призводить до його актуалізації, тобто сприяє свідомому сприйняттю предмета, а це сприяє розширенню свідомості. З іншого боку, тривале зосередження може привести до відключення уваги внаслідок втоми і аутогіпнозу. Об'єктом спостереження можуть бути стереотипи поведінки, емоції, симптоми в тілі, думки.
2. Другий тип. Різноманітні види навіювань, тобто активне управління функцією волі. В залежності від способів надання команд, ці медитації можна розділити на візуалізацію, словесне, кінестетичне навіювання. Наприклад візуалізація руху енергії, внутрішніх органів, або аутогенне тренування Шульца («Моя права рука важчає»). Таким чином можна працювати не тільки з фізичними відчуттями, а й з думками, елементами світогляду, життєвої позиції, самовідчуттям, самопозиціюванням.
3. Третій тип, найбільше відповідає сенсу медитації. Це синтез двох попередніх типів. Практикуючи її одночасно дає вольові команди на зміну стану, та споглядає свій стан, зміни у ньому. Це дозволяє контролювати команди, коректувати їх, таким чином підвищуючи ефективність практики, та підвищує шанси на результат[23].

#### Періодичність
Практично усі види медитації вимагають регулярності занять та наполегливості для отримання результатів. Тривалість сеансу може бути різною. Наприклад школа Трансцендентальної Медитації рекомендує заняття тривалістю 20 хвилин . Деякі техніки рекомендують ще коротші заняття, особливо для початківців. На інтенсивних ретритах тривалість сеансів може складати 90 хв (Віпассана Гоенки). Фахівці рекомендують заняття в один і той самий час, зазвичай зранку одразу після пробудження або перед сном.

#### Позиція
Найчастіше медитації практикують сидячи. Вимоги до позиції тіла відрізняються у різних школах, однак більшість традицій підкреслюють важливість стійкої позиції, рівної спини та розслабленого тіла. В той час, як ноги можуть бути складені у позу лотоса, напів-лотоса, по-турецьки чи іншим способом. Часто допускається сидіння на стільці з рівною спиною, якщо складніші позиції недоступні. Очі утримують заплющеними у традиціях що культивують практики концентрації на тілесних відчуттях чи диханні (наприклад у Тхераваді), та напів-заплющеними аби уникнути сонливості (наприклад у Дзен). Деякі медитації Ваджраяни вимагають повністю розплющувати очі, аби не блокувати візуальне сприйняття. Руки зазвичай спочивають на колінах.

## Традиції медитації
Найбільше число свідчень про засоби медитації збереглося на Сході. Східний тип медитації, представлений усіма формами йоги в Індії та даосизмом у Китаї, припускає релігійно-містичне розчинення індивідуальної свідомості в безособистісному, океаноподібному абсолюті — ситуація, яка реалізується образами метелика, що згоряє в полум'ї свічі або соляної ляльки, що розчиняється у воді моря. Інший релігійно-містичний напрямок медитації, що культивувався християнством, трактував її як злиття двох особистостей — людської та божественної.

### Буддизм
Медитація відіграє особливо важливу роль у буддизмі. Практика медитації розглядається в буддизмі як центральна практика для поступового звільнення розуму. Згідно з традицією, історичний Будда досяг найглибших осяянь, які ведуть до остаточного звільнення від усіх страждань, саме під час медитації. Відповідно, на іконах часто зображують Будду в позі медитації.

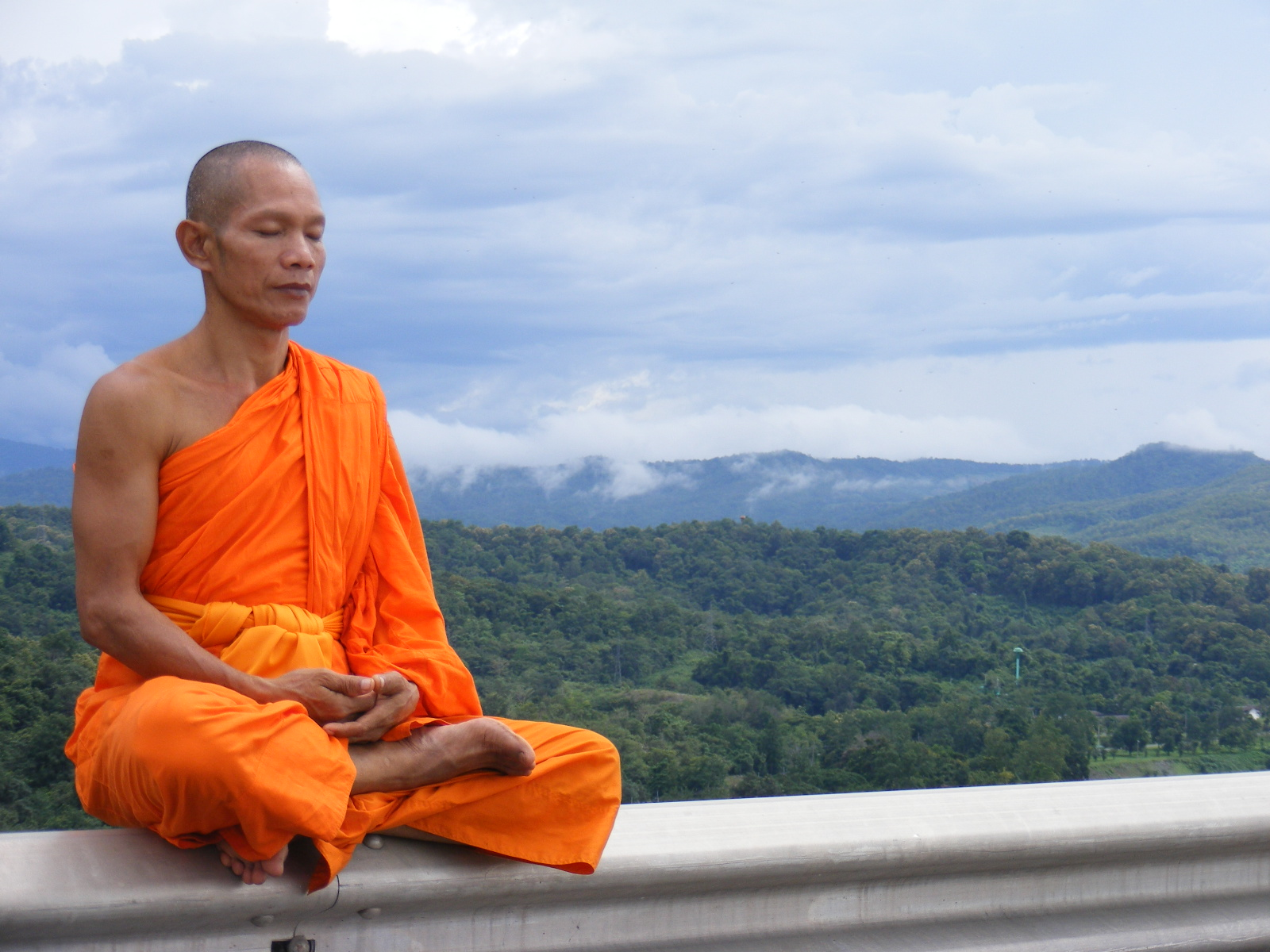
Буддійський монах медитує

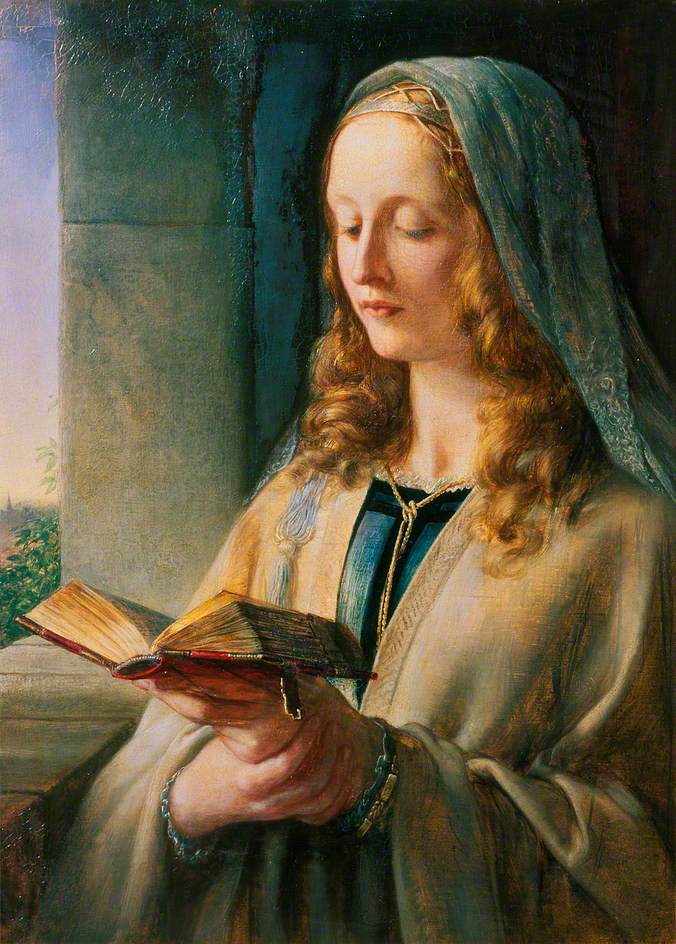
Charles West Cope — Медитація

Метою медитації в буддизмі є поступовий розвиток ментального спокою і ясності як передумов для остаточного повного звільнення розуму від затьмарюючих тенденцій, що призводять до страждань. Згідно з буддійським вченням, посилення ментального спокою супроводжується переживанням інтенсивної і тонкої радості та глибоким розумінням природи світу і розуму.
У буддизмі розвиток медитації пов'язаний з розвитком етичної поведінки і розвитком інсайту. У цьому процесі ці три елементи (сіла, самадхі, паннья) підсилюють один одного. Етична поведінка (сіла) призводить до умов, в яких легше досягається ментальний спокій (самадхі), а ментальний спокій, досягнутий через медитацію, в свою чергу, сприяє більш етичній поведінці. Аналогічно, вищий рівень розуміння (паннья) сприяє глибшій ментальній безтурботності (самадхі) і більш етичній поведінці (сіла).
Прогрес у медитації, згідно з буддійською концепцією, відбувається по етапах зростання спокою, радості, усвідомлення розумової діяльності, зосередженості та стійкості уваги на об'єкті медитації. Об'єкти медитації в різних буддійських школах різноманітні. Однак широко використовувані базові техніки включають уважне стеження за відчуттями дихання або за відчуттями тіла та окремих частин тіла. У школах махаяни, зокрема, велике значення надається практиці певних позитивних емоцій (наприклад, співчуття, доброзичливість, радість, незворушність, див. метта, див. брахмавіхара).

### Далекий схід
Як організована традиція, медитація найдавніше простежується в індуїстській та буддистській традиціях Індії. Різні стани споглядання описуються як джхана (на санскриті: дг'яна), до якої сьогодні можна віднести, зокрема, китайський чань і японський дзен. Крім того, в індійській йозі розвинулася різноманітна і традиційна форма медитації (попереднім етапом якої є концентрація). Зокрема, сутри раджа-йоги і сьогодні формують багато технік, таких як використання дихання в пранаямі та систематична класифікація станів свідомості, пов'язаних з медитацією. Даоська медитація характеризується концентрацією, інтроспекцією та візуалізаціями; її мета - досягнення єдності з Дао і супутнього фізичного чи духовного безсмертя.

### Християнство
У середньовічному християнстві "духовні вправи" lectio (уважне читання), meditatio (безпредметне споглядання), oratio (молитва) і contemplatio (об'єктивне споглядання) передавалися для того, щоб зібрати дух. Особливо в містичних традиціях це мало на меті заспокоїти розум і мислення, щоб відкрити "єдину першооснову". Також були опубліковані інструкції, такі як "Хмара незнання" (англ. The Cloud of Unknowing) або праці Терези з Авіли. Елементи медитативної практики і сьогодні можна знайти в exercere Ігнатія Лойоли, деяких бенедиктинських і францисканських традиціях, а також у Східній Церкві в ісихазмі.

### Новітні релігійні рухи
Мантра-медитація із використанням джапа-мали, особливо з акцентом на маха-мантру Харе-Крішна, є центральною практикою традиції Гаудія-вайшнавізму та Міжнародного Товариства Свідомості Крішни (МТСК), також відомого як рух Харе-Крішни. Серед інших популярних новітніх релігійних рухів — Місія Рамакрішна, Суспільство Веданта, Місія Божественного Світла, Місія Чінмая, Ошо, Сахаджа йога, Трансцендентальна медитація, Шрі Бхагаван, Брахма Кумаріс та Йога Віхангам.

## Нейронаука медитації
Медитація давно визнана своїм глибоким впливом на розум, а останні досягнення в нейронауці пролили світло на нейронні механізми, які лежать в основі медитації. За допомогою методів нейровізуалізації, таких як функціональна магнітно-резонансна томографія (фМРТ), електроенцефалографія (ЕЕГ) і позитрон-емісійна томографія (ПЕТ), дослідники почали розкривати складний зв’язок між медитацією, структурою та функціями мозку.

### Нейронні кореляти уважності

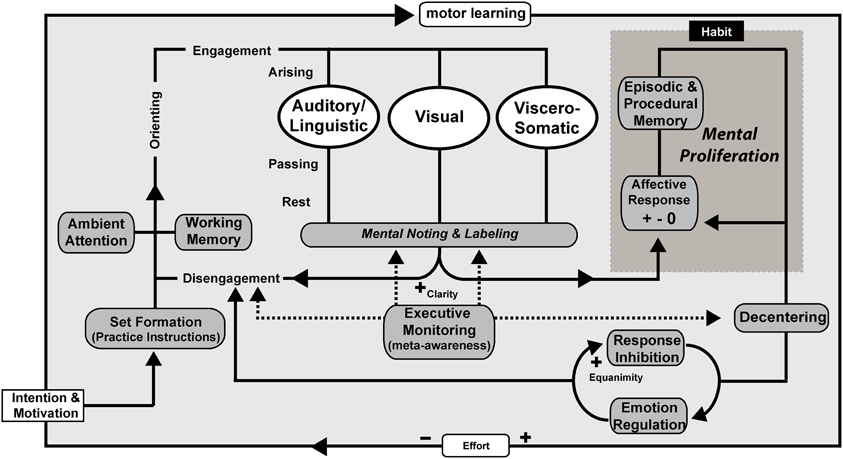
Модель процесу усвідомленості

Медитація усвідомленості, яка характеризується безосудним усвідомленням поточного моменту, була широко вивчена щодо її нейронних корелятів — процесів в мозку, необхідних для створення усвідомленого досвіду. Дослідження з використанням фМРТ показали підвищену активацію в областях мозку, пов’язаних з увагою та самосвідомістю, таких як передня поясна кора, префронтальна кора та острівець. Крім того, під час медитації усвідомленості спостерігалося зниження активності в мережі пасивного режиму роботи мозку (DMN), яка пов’язана з блуканням розуму та самореферентними думками. Також було встановлено, що нейронні кореляти усвідомленості були більш вираженими у досвідчених медитаторів.

### Вплив на пластичність мозку
Практики медитації продемонстрували потенціал індукувати структурні та функціональні зміни в мозку, явище, відоме як нейропластичність. Люди, які тривало займалися медитацією, продемонстрували збільшення товщини кори мозку в областях, пов’язаних з увагою та сенсорною обробкою, як-от префронтальна кора і сенсорна кора. Крім того, гіпокамп, область, яка має вирішальне значення для пам’яті та навчання, продемонстрував збільшення об’єму у відповідь на медитацію, що свідчить про його роль у спричиненому медитацією когнітивному покращенні. Також, група невеликих досліджень показують, що медитація усвідомленості та вправи з фокусом на усвідомленості (йога та тай-чі) можуть підвищувати концентрацію фактора росту нейронів BDNF у людей. Ще одне дослідження 2022 року, опубліковане в Scientific Reports, показало, що один місяць медитації усвідомленості ефективно збільшує взаємозв’язок між мережами моделі потрійної мережі — мережа пасивного режиму (DMN), салієнтна система (SN), центральна виконавча мережа (CEN), — таким чином представляючи потенційну механістичну концепцію, яка лежить в основі корисного впливу медитації усвідомленості.

### Вплив на емоційну регуляцію
Емоційна регуляція є ключовим аспектом психічного здоров’я, і було виявлено, що техніки медитації впливають на емоційну обробку в мозку. Медитація усвідомленості, наприклад, була пов’язана з покращеною регуляцією негативних емоцій завдяки зміцненню зв’язку між передньою поясною корою і амигдалою — областю, яка є центральною для емоційних реакцій. Ці результати показують, що медитація може підвищити емоційну стійкість і зменшити реакцію на стресори.

### Змінені стани свідомості
Певні практики медитації можуть викликати змінені стани свідомості, що характеризуються змінами сприйняття та самосвідомості. Дослідження ЕЕГ виявили унікальні моделі активності мозкових хвиль під час глибокої медитації. Ці змінені стани часто пов’язані з підвищеною концентрацією уваги, зниженою сенсорною обробкою та посиленим само-перевершенням, сприяючи почуттю єдності та взаємозв’язку.

## Медитація та здоров'я

### Переваги для психологічного та психічного здоров’я
Практики медитації привернули значну увагу через свій потенціал позитивного впливу на психологічне благополуччя та психічне здоров’я. Численні дослідження досліджували вплив медитації на зниження стресу, тривожність і депресію, когнітивні здібності, емоційний інтелект і позбавлення від залежності.
У XX ст. методики медитації розроблялися в деяких школах психоаналізу, зокрема в аналітичній психології, а також як системи психофізичного тренування, розраховані на терапевтичний ефект і не пов'язані з релігійно-містичними ідеями (аутогенне тренування, система «біологічного зворотного зв'язку» та ін.).
Суттєві докази рандомізованих контрольованих досліджень показують, що належним чином розроблені та проведені втручання на основі медитації усвідомленості можуть бути ефективними порівняно з уже встановленими методами лікування симптомів депресії, тривоги, болю та зловживання психоактивними речовинами. Також, попередні дані підтверджують потенційне застосування до розладів харчової поведінки, посттравматичного стресового розладу та серйозних психічних захворювань, тоді як результати щодо розладів уваги неоднозначні.
Два дослідження 2023 року — рандомізоване дослідження та систематичний огляд й метааналіз — показують позитивний вплив медитацій та практик усвідомленності на якість навчання та покращення самопочуття у школярів та студентів.

#### Управління стресом та стресостійкість
Техніки медитації, такі як медитація усвідомленості і медитація любові, пов’язані зі зниженням фізіологічних і психологічних реакцій на стрес. Дослідження показують, що медитація сприяє активації парасимпатичної нервової системи та оптимізує регуляцію гіпоталамо-гіпофізарно-надниркової системи, що призводить до зниження рівня гормону стресу кортизолу та підвищення стресостійкості.

#### Управління тривогою та депресією
Медитація є перспективним допоміжним підходом до боротьби з тривогою та депресією. Втручання на основі уважності, такі як зменшення стресу на основі усвідомленості (MBSR) і когнітивна терапія на основі усвідомленості (MBCT), показали ефективність у зменшенні симптомів і запобіганні рецидивам. Дослідження функціональної візуалізації виявляють зміни в областях мозку, пов’язані з емоційною регуляцією та когнітивним контролем, після практик усвідомленості.

#### Покращення концентрації та когнітивних здібностей
Практики медитації можуть покращити кнцентрацію уваги та когнітивні здібності. Концентрована медитація, зокрема, може покращити стійку увагу та зменшити блукання розуму. Тривала медитація пов’язана з покращенням виконавчих функцій, у тому числі робочої пам’яті та когнітивної гнучкості, ймовірно, через зміцнення префронтальних мереж і зменшення перешкод від відволікаючих думок через зменшення активності в мережі пасивного режиму роботи мозку (DMN). Також, медитація може бути потенційно придатним немедикаментозним втручанням, спрямованим на запобігання погіршенню когнітивних функцій у людей похилого віку.

#### Покращення емоційного інтелекту
Емоційний інтелект, який охоплює усвідомлення власних емоцій та емоцій інших людей і керування ними, можливо розвивати за допомогою медитації. Практики усвідомленості сприяють емоційній регуляції, емпатії та співчуттю. Нейровізуалізаційні дослідження висвітлюють зміни в структурах мозку, пов’язані з емоційною обробкою та емпатією після навчання медитації.
Медитація любові й доброти (Метта) достовірно покращує позитивність емоцій та була пов’язана зі зменшенням симптомів посттравматичного стресового розладу та депресії.

#### Подолання залежності та зменшення тяги
Техніки медитації були досліджені як допоміжні інструменти у відновленні від залежності. Втручання, засновані на усвідомленості, є перспективними для зменшення тяги до психоактивних речовин і сприяння усвідомленню тригерів і автоматичних реакцій. Функціональні зміни в ланцюгах мозку, пов’язані з обробкою винагороди та контролем імпульсів, пов’язані з впливом медитації на залежність.

### Фізіологічні ефекти медитації на фізичне здоров'я
Практики медитації пов’язують із спектром фізіологічних змін, які сприяють покращенню загального здоров’я та самопочуття. Наукові дослідження з використанням різних методів з’ясували вплив медитації на частоту серцевих скорочень, артеріальний тиск, функцію імунної системи, регуляцію гормонів стресу та відчуття болю.

#### Покращення здоров'я серцево-судинної системи
Встановлено, що медитація має модулюючий вплив на здоров’я серцево-судинної системи. Медитація усвідомленості, зокрема, пов’язана зі зниженням частоти серцевих скорочень і артеріального тиску, що може знизити ризик серцево-судинних захворювань. Дослідження показують, що вплив медитації на автономну нервову систему сприяє переходу в бік домінації парасимпатичної нервової системи, що призводить до загальної стабільності серцево-судинної системи.
Доведено, що зайняття медитацією може вдвічі знизити ризик смертності, інфаркту міокарда та інсульту у пацієнтів з ішемічною хворобою серця. Ці зміни були пов’язані зі зниженням артеріального тиску та психосоціальними факторами стресу. В ще одному дослідженні, трансцендентальна медитація значно знизила ризик смертності, інфаркту міокарда та інсульту у пацієнтів з ішемічною хворобою серця. Ці зміни були пов’язані зі зниженням артеріального тиску та психосоціальними факторами стресу.

#### Сприйняття та лікування болю
Медитацію досліджували як додатковий підхід до лікування болю. Медитація усвідомленості, зокрема, може змінити сприйняття болю та покращити результати, пов’язані з управлінням болем. Дослідження фМРТ виявили зміни в областях мозку, які беруть участь у обробці болю, що вказує на те, що медитація може впливати на нервові ланцюги, пов’язані з модуляцією болю.

#### Регуляція гормонів стресу
Кортизол, гормон, пов’язаний із реакцією організму на стрес, можна модулювати за допомогою медитації. Доведено, що регулярна медитація знижує рівень кортизолу, тим самим зменшуючи хронічний стрес і пов’язані з ним ризики для здоров’я. Втручання на основі усвідомленості виявилися особливо ефективними для нормалізації патернів кортизолу та сприяння стійкості до стресу.

#### Зміцнення імунної системи
Практики медитації були асоційовані зі зміцненням імунної системи. Медитація усвідомленості та інші форми медитації можуть призвести до підвищення активності природних клітин-кілерів і більшого виробництва цитокінів, що регулюють імунітет. Ці ефекти сприяють зміцненню імунної відповіді, що може допомогти в профілактиці захворювань і одужанні.

## Додаткова література

### Книги
- Серія книг Studies in Neuroscience, Consciousness and Spirituality (Springer Nature, 2011-2023+)
  - Schmidt Stefan; Walach Harald, ред. (2014). Meditation – Neuroscientific approaches and philosophical implications. Studies in Neuroscience, Consciousness and Spirituality. Cham: Springer. ISBN 978-3-319-01633-7.
- Repetti Rick (2022). Routledge handbook on the philosophy of meditation. Routledge handbooks. Abingdon New York (N.Y.): Routledge, Taylor & Francis group. ISBN 978-0-367-64746-9.
- Farias Miguel; Brazier David; Lalljee Mansur, ред. (2021). The Oxford handbook of meditation. Oxford library of psychology. Oxford: Oxford University Press. ISBN 978-0-19-880864-0.
- Tang, Yi-Yuan; Tang, Rongxiang (2020). Neuroscience of meditation: understanding individual differences. London, San Diego, Cambridge, Oxford: Academic Press, Elsevier. ISBN 978-0-12-818266-6.

### Журнали
- Mindfulness (Springer Nature)
- Consciousness and Cognition (Elsevier)

### Енциклопедія
- Медитація // Українська мала енциклопедія : 16 кн. : у 8 т. / проф. Є. Онацький. — Буенос-Айрес, 1960. — Т. 4, кн. VII : Літери Ле — Ме. — С. 945. — 1000 екз.
- Медитація // Літературознавча енциклопедія: У двох томах. Т.2 / Авт.-уклад. Ю. І. Ковалів. — К.: ВЦ «Академія», 2007. — C. 22. — 624 с.
- Медитація [Архівовано 22 червня 2020 у Wayback Machine.] (Словник української мови)

### Статті
- Навчитися медитувати, не відволікаючись на думки: досвід і поради трьох практикуючих [Архівовано 19 травня 2020 у Wayback Machine.],  2020
- Медитація – це просто! [Архівовано 22 червня 2020 у Wayback Machine.], 2014
- A Guide to Meditation for the Rest of Us [Архівовано 12 березня 2014 у Wayback Machine.], 2010
- Що таке медитація і як медитувати. [Архівовано 25 листопада 2020 у Wayback Machine.] 2018. Спроба з'ясувати з лінгвістичної, історичної та наукової точок зору.